# Stegnogramma dictyoclinoides
Stegnogramma dictyoclinoides är en kärrbräkenväxtart som beskrevs av Ren-Chang Ching. Stegnogramma dictyoclinoides ingår i släktet Stegnogramma och familjen Thelypteridaceae. Inga underarter finns listade.